# 1879 w sztukach plastycznych
Wydarzenia w sztukach plastycznych i wizualnych w 1879 roku.

## Malarstwo

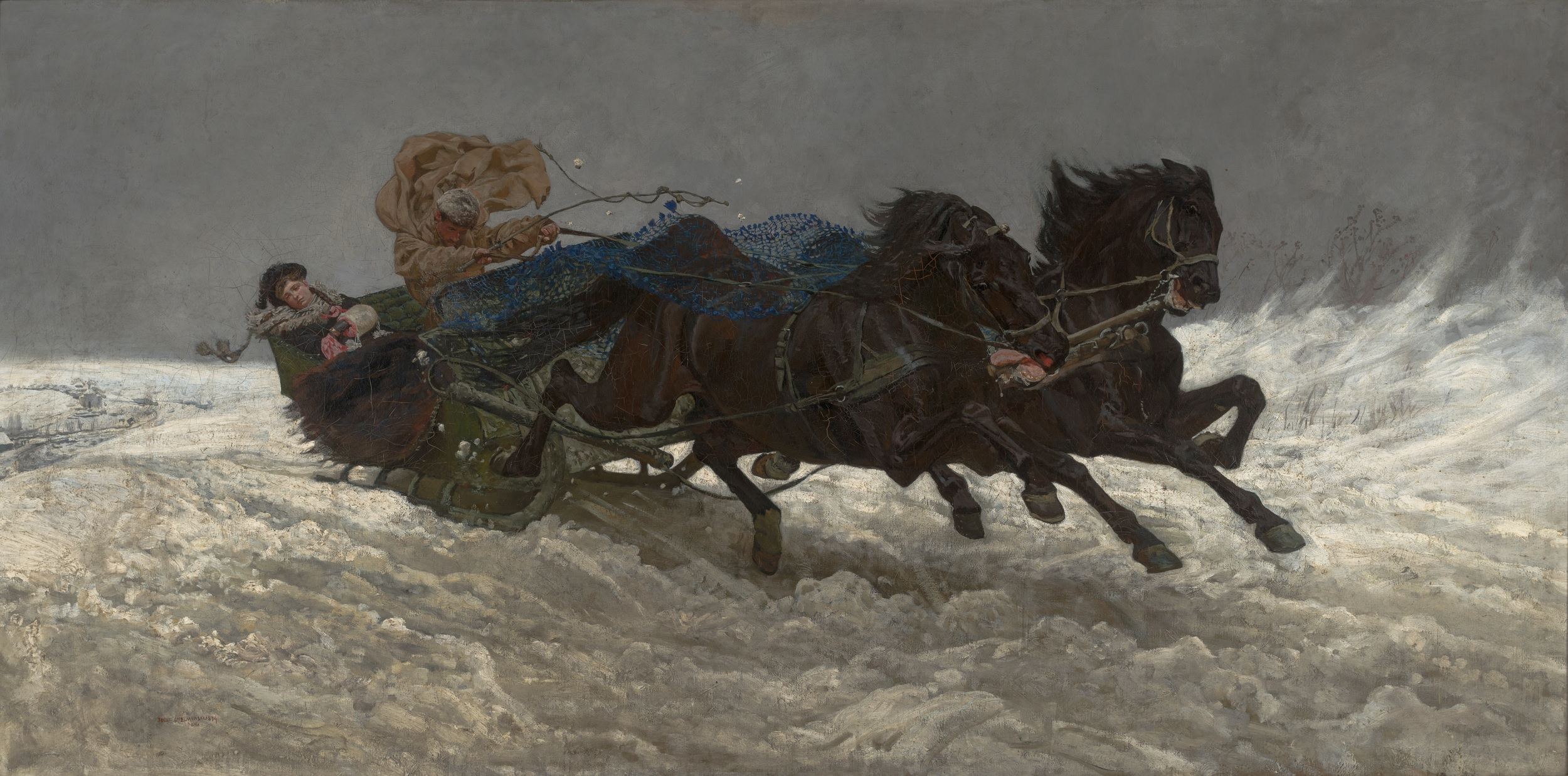
Józef Chełmoński Powrót z balu

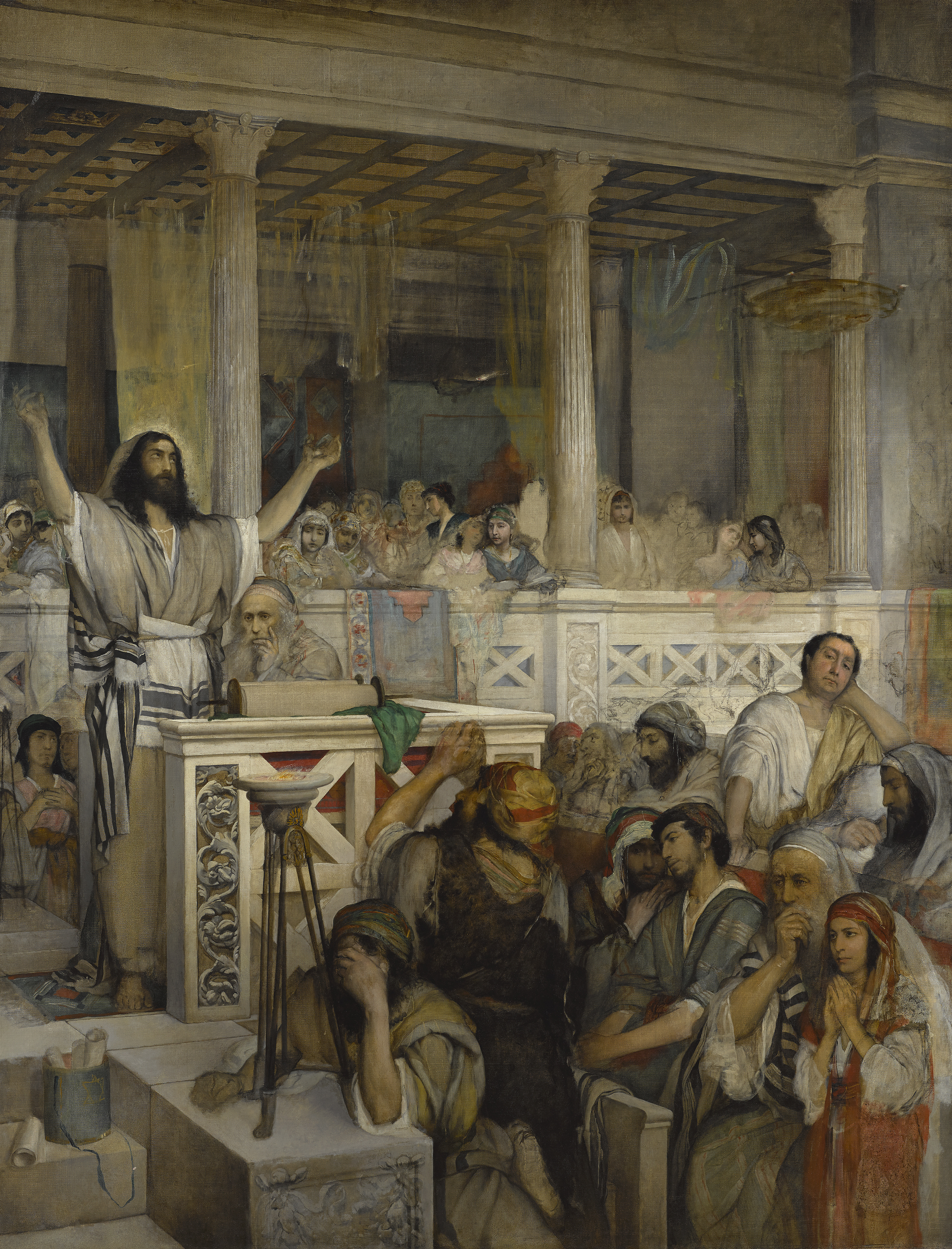
Maurycy Gottlieb Chrystus nauczający w Kafarnaum

- Edgar Degas

Wyścigi konne
- Józef Chełmoński

Powrót z balu (Sanna) – olej na płótnie, 80,5×160 cm
Wiszące kaczki – olej na tekturze, 59,5x49,5 cm
- Maurycy Gottlieb

Chrystus nauczający w Kafarnaum (1878–1879) – olej na płótnie
- Jan Matejko

Portret czworga dzieci artysty – olej na desce, 149×202 cm
- Leon Wyczółkowski

Alina (1878–1879) – olej na płótnie

## Urodzeni
- Jan Wojnarski (zm. 1937), polski malarz, grafik
- Leopold Gottlieb (zm. 1934), polski malarz
- 12 stycznia – Jan Rembowski (zm. 1923), polski malarz
- 28 stycznia – Francis Picabia (zm. 1953), francuski malarz i poeta
- 6 lutego – Othon Friesz (zm. 1949), francuski malarz
- 22 lutego – Norman Lindsay (zm. 1969), australijski rzeźbiarz, grafik, rysownik
- 23 lutego – Kazimierz Malewicz (zm. 1935), malarz i teoretyk sztuki polskiego pochodzenia
- 6 kwietnia – Jakub Glasner (zm. 1942), polski malarz i grafik żydowskiego pochodzenia
- 6 czerwca – Władysław Jarocki (zm. 1965), polski malarz
- 24 lipca – Helena Schrammówna (zm. 1942), polska malarka
- 15 września – Józef Krasnowolski (zm. 1939), polski malarz
- 22 września – Edward Wittig (zm. 1941), polski rzeźbiarz
- 18 grudnia – Paul Klee (zm. 1940), szwajcarsko-niemiecki malarz
- 29 grudnia – Witold Wojtkiewicz (zm. 1909), polski malarz, rysownik i grafik

## Zmarli
- 26 stycznia - Julia Margaret Cameron (ur. 1815), angielska fotografka
- 11 lutego – Honoré Daumier (ur. 1808), francuski malarz, grafik, rysownik i rzeźbiarz
- 30 marca - Thomas Couture (ur. 1815), francuski malarz
- 7 lipca - George Caleb Bingham, (ur. 1811), amerykański malarz
- 17 lipca – Maurycy Gottlieb (ur. 1856), polski malarz
- 28 lipca – Aleksander Gryglewski (ur. 1833), polski malarz
- 20 sierpnia – Ludwig Vogel (ur. 1788), szwajcarski malarz i grafik
- 20 listopada - Ksawery Branicki (ur. 1816),  polski kolekcjoner sztuki, publicysta i działacz polityczny